# Wapen van Jerevan

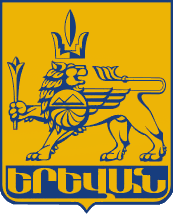
Wapen of zegel van Jerevan

Het wapen van Jerevan is het wapen van de Armeense hoofdstad Jerevan. Het wapen is in 1995 officieel vastgesteld als het stadswapen.

## Beschrijving
Het wapen kan beschreven worden als een bronzen schild met daarop een blauwe gaande Erebuni leeuw, deze leeuw symboliseert kracht. Hij houdt in zijn rechter voorpoot een scepter vast, deze staat symbool voor macht. Boven zijn hoofd staan een kroon en een levensboom. Op zijn schouder draagt de leeuw een cirkel met daarin een weergave van de berg Ararat, met daaronder een eeuwigheidssymbool. In de schildvoet staat in het Armeens de naam van de stad. De schildvoet zelf is blauw, met in het brons de naam van de stad.
Om het schild loopt een blauwe rand.